# Roseiral da Casa Branca

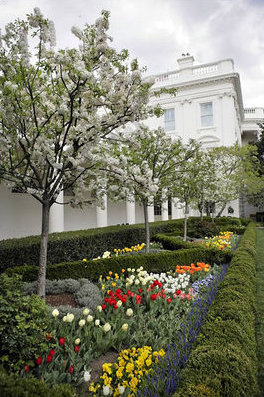
O jardim da Casa Branca.

O Roseiral da Casa Branca é um jardim que faz fronteira com o Salão Oval e a Ala Oeste da Casa Branca em Washington, DC, Estados Unidos. O jardim tem aproximadamente 38 metros por 18 metros (125 pés de comprimento e 60 pés de largura). É simétrico ao Jardim Jacqueline Kennedy no lado leste do Complexo Casa Branca.

## Design e horticultura
O Roseiral da Casa Branca foi criado em 1913 por Ellen Loise Axson Wilson, esposa de Woodrow Wilson, no local de um jardim colonial anterior estabelecido pela primeira-dama Edith Roosevelt (esposa de Theodore Roosevelt) em 1902. Antes de 1902, a área continha extensos estábulos, abrigando vários cavalos e carruagens, nas terras do atual Salão Oval, Sala de Gabinete e do Roseiral. Durante a reeleição de Roosevelt em 1902, a primeira-dama Edith Roosevelt insistiu em ter um jardim colonial adequado para ajudar a substituir a casa de rosas do conservatório que antes ficava ali. Ela conseguiu porque achava mais apropriado ter um jardim na propriedade.